# Rhacophorinae
Rhacophorinae Hoffman, 1932 è una sottofamiglia di anfibi dell'ordine degli Anuri.

## Distribuzione
Le specie di questa sottofamiglia vivono nelle aree tropicali dell'Africa e nelle zone temperate di Cina e Giappone.

## Tassonomia
La sottofamiglia comprende 428 specie raggruppate in 21 generi:
- Beddomixalus Abraham, Pyron, Ansil, Zachariah, and Zachariah, 2013 (1 sp.)
- Chirixalus Boulenger, 1893 (5 sp.)
- Chiromantis Peters, 1854 (4 sp.)
- Feihyla Frost, Grant, Faivovich, Bain, Haas, Haddad, de Sá, Channing, Wilkinson, Donnellan, Raxworthy, Campbell, Blotto, Moler, Drewes, Nussbaum, Lynch, Green, and Wheeler, 2006 (6 sp.)
- Ghatixalus Biju, Roelants, and Bossuyt, 2008 (3 sp.)
- Gracixalus Delorme, Dubois, Grosjean, and Ohler, 2005 (17 sp.)
- Kurixalus Ye, Fei, and Dubois, 1999 (19 sp.)
- Leptomantis Peters, 1867 (13 sp.)
- Liuixalus Li, Che, Bain, Zhao, and Zhang, 2008 (6 sp.)
- Mercurana Abraham, Pyron, Ansil, Zachariah, and Zachariah, 2013 (1 sp.)
- Nasutixalus Jiang, Yan, Wang, and Che, 2016 (3 sp.)
- Nyctixalus Boulenger, 1882 (3 sp.)
- Philautus Gistel, 1848 (53 sp.)
- Polypedates Tschudi, 1838 (25 sp.)
- Pseudophilautus Laurent, 1943 (80 sp.)
- Raorchestes Biju, Shouche, Dubois, Dutta, and Bossuyt, 2010 (68 sp.)
- Rhacophorus Kuhl and Van Hasselt, 1822 (44 sp.)
- Rohanixalus Biju, Garg, Gokulakrishnan, Chandrakasan, Thammachoti, Ren, Gopika, Bisht, Hamidy, and Shouche, 2020 (8 sp.)
- Taruga Meegaskumbura, Meegaskumbura, Bowatte, Manamendra-Arachchi, Pethiyagoda, Hanken, and Schneider, 2010 (3 sp.)
- Theloderma Tschudi, 1838 (26 sp.)
- Zhangixalus Li, Jiang, Ren, and Jiang, 2019 (40 sp.)